# Centre-du-Québec

Centre-du-Québecs läge i Québec.

Centre-du-Québec (franska för "Mellersta Québec") är en administrativ region i provinsen Québec i Kanada. De viktigaste orterna är Drummondville, Victoriaville och Bécancour. Regionen har en areal på 6 928,78 km² och hade 224 200 invånare vid folkräkningen 2006.
Centre-du-Québec blev en administrativ region 30 juli 1997, då Mauricie–Bois-Francs delades (delen norr om Saint Lawrencefloden blev Mauricie). Bois-Francs används ibland som synonym för hela Centre-du-Québec, men ibland syftar det bara på sekundärkommunen Arthabaska, runt Victoriaville.

## Näringsliv
Regionen är huvudsakligen ett jordbruksområde. Den producerar boskap, fjäderfä och mejeriprodukter, liksom spannmål, grönsaker, äpplen och tranbär. Skogsindustrin är också betydelsefull; namnet "Bois-Francs" betyder lövskogarna. Andra viktiga industrier i regionen är transport, återvinning, träförädling och finsnickeri.
Centre-du-Québec drar stor nytta av sitt befolkningsmässigt centrala läge i Québec. Storstäderna Montréal och Québec ligger halvannan timmes bilfärd från regionen, och de mellanstora städerna Sherbrooke och Trois-Rivières ligger strax utanför dess gränser.

## Administrativ indelning
Centre-du-Québec är indelat i fem sekundärkommuner (municipalités régionales de comté) och 83 primärkommuner, varav två indianreservat.

### Sekundärkommuner
- Arthabaska (centralort Victoriaville)
- Bécancour (centralort Bécancour)
- Drummond (centralort Drummondville)
- L'Érable (centralort Plessisville)
- Nicolet-Yamaska (centralort Nicolet)

### Indianreservat
Flera tusen västabenaki bor spridda över regionen. Det finns två abenakireservat, Odanak och Wôlinak. De står utanför sekundärkommunindelningen, men Odanak räknas till Nicolet-Yamaska och Wôlinak till Bécancour i vissa sammanhang.